# Bleke vlekwortelmot
De bleke vlekwortelmot (Dichrorampha simpliciana) is een vlinder uit de familie Tortricidae, de bladrollers. De spanwijdte van de vlinder bedraagt tussen de 12 en 16 millimeter. De soort overwintert als rups. De vlinder komt verspreid over Europa en het Nabije Oosten voor.

## Waardplant
De bleke vlekwortelmot heeft bijvoet als waardplant.

## Voorkomen in Nederland en België
De bleke vlekwortelmot is in Nederland en in België een algemene soort, die verspreid over het hele gebied kan worden gezien. De soort vliegt van mei tot september.